# Kartoffelmel
Kartoffelmel er et stivelsesholdigt produkt, der fremstilles af kartofler. Kartoffelmel udvindes af kartoffelcellernes stivelsesholdige hvidkorn (leukoplast). Kartoffelmel binder vand, og er derfor velegnet som fortykningsmiddel og som middel til at hindre klumper i pulverformede fødevarer. 
Kartoffelmel indeholder meget lidt protein eller fedt, hvilket giver kartoffelmel en hvid farve. Ved anvendelse i fødevarer er kartoffelmel smagsneutral og afgiver ikke farve til fødevaren. 
Kartoffelmel blev tidligt fremstillet af de indianske folk i Andesregionen som konservering af kartofler. Andesfolkene fremstillede kartoffelmelet ved hjælp af naturlig frysetørring, der er mulig som følge af de store temperaturforskelle i højlandet.
Kartoffelmelcentralen producerer kartoffelmel i Danmark.

## Produktionsproces
Til den moderne fremstillingsproces anvendes kartofler med et højt indhold af stivelse (mellem 13-21%), såkaldte melkartofler. Almindelige spisekartofler indeholder omkring 10% stivelse. For at opnå adgang til stivelsen i kartoflernes hvidkorn rives kartoflerne til en fin flydende masse, der kaldes rivsel. Efter findelingen passerer massen gennem en dekanter, hvor massen deles i frugtvand og stivelse og cellerester. Proteinet udvindes fra frugtvandet og den udskilte stivelse og cellerester iblandes vand og går herefter videre i produktionsprocessen, hvor celleresterne udskilles. Celleresterne (kartoffelpulp) anvendes bl.a. til dyrefoder. 
Efter udskillelse af celleresterne separeres stivelsen fra væsken. Dette kan gøres på flere måder. I Danmark gøres dette bl.a. gennem centrifugering og/eller filtrering. Efter centrifugering/filtrering indeholder massen ca. 50% vand. Massen tørres herefter ved hjælp af vacuum og varme, således at væskeindholdet ender på omkring 20%, der er indholdet i det færdige produkt.

## Anvendelse
Kartoffelmel anvendes i dag til en lang række produkter og fødevarer. Stivelsen er god til at binde vand, hvilket bl.a. udnyttes ved papirfremstilling, hvor der bl.a. anvendes kartoffelmel til at binde papirmassen og til overfladebahandling af papiret. Industrielt anvendes kartoffelmel også til at suge fugt. 
Udover industriel brug anvendes kartoffelmel i en lang række forskellige fødevarer, eksempelvis kager, pølser, leverpostej, slik m.v. Kartoffelmelets evne til at binde vand gør produktet særdeles velegnet til bindemiddel, og det anvendes derfor også ofte til at jævne sovse. 
Jøderne anvender kartoffelmel i den jødiske påske som erstatning for stivelse i kornprodukter, da de ikke har lov til at spise kornprodukter i højtiden. Personer med glutenallergi kan endvidere anvende kartoffelmel som erstatning for kornprodukter.